# Heribert Macherey
Heribert Macherey (* 3. November 1954 in Oberhausen) ist ein ehemaliger deutscher Fußballtorwart und heutiger -trainer.

## Karriere
Über die Vereine SG Osterfeld und Hamborn 07 (Oberliga Nordrhein) kam Heribert Macherey 1983 zum Zweitligisten MSV Duisburg. Er debütierte am 6. August 1983, dem ersten Spieltag der Saison 1983/84, in der 2. Bundesliga und stand bis Saisonende in 25 Spielen im Tor. Duisburg wurde Dritter, scheiterte aber in den Relegationsspielen zur Bundesliga an Eintracht Frankfurt. In der folgenden Saison belegte der MSV nur mehr den 13. Platz in der Abschlusstabelle. 1986 wurde man 20. und stieg damit in die Oberliga Nordrhein ab. Während der Abstiegssaison verlor Macherey seinen Stammplatz an „Teddy“ de Beer, der aber, im Gegensatz zu Macherey, den Verein nach dem Abstieg verließ. In der Oberligasaison 1986/87 erreichte man zwar nicht den Aufstieg, wurde aber durch ein 4:1 im Finale gegen die Amateure des FC Bayern München deutscher Amateurmeister. Nach drei Jahren Oberliga stieg Macherey 1988/89 mit dem MSV wieder in die 2. Bundesliga auf, 1991 folgte der Aufstieg in die Bundesliga. In seinen ersten drei Bundesligaspielen blieb Macherey ohne Gegentor, was zuvor nur Dirk Krüssenberg in der Saison 1966/67 gelungen war. 1992 wurde Jürgen Rollmann die neue „Nummer 1“, nachdem Macherey sich in der Vorbereitung einen schweren Meniskusschaden zugezogen hatte. Anschließend blieb Macherey offiziell noch im Kader der Saison 1992/93, kam aber nicht mehr zum Einsatz und beendete danach mit 38 Jahren seine Karriere.
Von September 2009 bis Februar 2011 war er Trainer des Bezirksligisten BW Weseler Zebras. Zuvor arbeitete er als Jugendtrainer bei der SV 08/29 Friedrichsfeld.

### Statistik
| Liga                              | Spiele (Tore) |
| --------------------------------- | ------------- |
| Bundesliga                        | 028 (0)       |
| 2. Bundesliga                     | 138 (0)       |
| Amateur-Oberliga Nordrhein        | 098 (0)       |
| Weitere Wettbewerbe               |               |
| DFB-Pokal                         | 019 (0)       |
| Relegation zur Bundesliga         | 01 (0)        |
| Aufstiegsspiele zur 2. Bundesliga | 016 (0)       |
| Dt. Amateurmeisterschaft          | 05 (0)        |
| Niederrheinpokal (2 Teilnahmen)   | 0?            |